# Richard Carlile
Pour les articles homonymes, voir Carlile.
Richard Carlile (8 ou 9 décembre 1790 - 10 février 1843) était un éditeur et écrivain radical anglais qui luttait en faveur du suffrage universel et de la liberté de la presse au Royaume-Uni.

## Biographie
Carlile naît à Ashburton, dans le comté de Devon.
Il republie les œuvres supprimées de Thomas Paine, William Hone, et d'autres. En 1817, il publie son propre livre, Litanie politique. Alors qu'il est en prison, il maintient son journal hebdomadaire, le Républicain (1819-1826) avec l'aide de sa femme et sa sœur. En 1821, Carlile est un athée ouvert (avant, il était déiste) et il publie son Adresse aux hommes de science, en faveur du matérialisme et de l'éducation. Pour ses écrits radicaux, Carlile passe, en somme, plus de neuf ans en prison.
Il meurt d'une infection bronchique le 10 février 1843 dans Fleet Street à Londres.

## Source
- Martin, Philip W. «Carlile, Richard (1790–1843)», Oxford Dictionary of National Biography (2004)